# Николай Флейшер
Николай Николаевич Флейшер (1846 – 1909) е руски военен деец, генерал-лейтенант, участник в Руско-турската война (1877 – 1878), руската кампания в Средна Азия (1885), походът в Китай (1900 – 1901), както и в Руско-японската война (1904 – 1905).

## Биография
Произлиза от семейство на русофицирани немци. Син е на генерал-майор Николай Михайлович Флейшер от първата му жена – Наталия Михайловна Петровская (1818 – 1859). Брат е на генерал-майор Алексей Николаевич Флейшер, генерал-лейтенант Рафаил Николаевич Флейшер, както и на генерал Сергей Николаевич Флейшер.
Завършва Първи московски кадетски корпус през 1863 г., след това и Александровското военно училище през 1865 г.

Служи в Лейб-гвардейския Литовски полк, с който участва в Руско-турската война. На 1 септември 1878 г. във Филипопол (дн. Пловдив) императорският руски комисар в България генерал-адютант княз Александър Михайлович Дондуков-Корсаков подписва Заповед № 14 на Военното управление на Българската земска войска, с която назначава капитана от руската лейб-гвардия на Литовския полк Николай Николаевич Флейшер за първи началник на новосъздаденото българско Военно училище. От 1 септември 1878 г. до 21 май 1879 г. той е началник на училището.

Назначен е за офицер в 38-и пехотен полк. Подполковник (1878). Полковник (1884).
От 1890 г. е назначен за командир на 3-ти Новогеоргиевски крепостен пехотен батальон.
От 1891 г. е назначен за командир на 5-и стрелкови полк.
От 25 януари 1893 г. да 24 юли 1896 г. е командир на 72-ри Тулски пехотен полк.
От 24 юли 1896 г. до 1 март 1899 г. е командир на 105-и Оренбургски пехотен полк.
От 1899 г. е началник на 1-ва Източносибирска стрелкова бригада. Генерал-майор (1899).
През време на Китайската кампания (1900 – 1901 г.), от юли 1900 г. генерал-майор Флейшер е назначен за началник на Южноманджурския отряд. След 3-дневен бой (28, 29 и 30 юли 1900 г.), въпреки силния отпор, войските от Южноманджурския отряд разбиват китайците (състоящи се от около 4 хил. войници, хиляда въстаници и 8 оръдия), и превземат гр. Хайчен, превземайки междувременно и 6 оръдия. Китайците се изтеглят към Ляоян. След превземането на Пекин на 14 август 1900 г., Южноманджурския отряд получава заповед за настъпление по линията Мукден – Ляоян, като тази операция е възглавена от генерал-лейтенант Деан Иванович Субботич, като на него са подчинени всички войски, намиращи се в Южна Манджурия. Ген. Субботич издава заповед за настъпление и така на 11 септември създава три колони – лявата с командир генерал-майор Флейшер, в ценъра колона с командир полковник Леонид Константинович Артамонов, вдясно колона с командир полковник Павел Иванович Мищенко (Мишченко). Китайските сили се разполагат в две групи: 6000 в гр. Нючжуан и 16000 в гр. Айсяндзаня. На 11 септември 1900 г. настъпващият авангард под командването на генерал-майор Флейшер, след непродължителна престрелка, превзема гр. Стари Нючжуан. На 15 септември 1900 г. предните части от колоната, командвана от генерал Флейшер, превземат гр. Ляоян. На 18 септември се провежда продължително настъпление към Мукден и на 19 септември 1900 г. Мукден бива превзет. По собствено желание ген. Субботич се уволнява от поста командир на Южноманджурския отряд на 26 октомври 1900 г. На негово място е назначен генерал-майор Константин Викентиевич Церпицкий. През август 1901 г. генерал-лейтенант Церпицкий предава командването на Южноманджурския отряд на генерал-майор Флейшер.
През 1902 г. ген. Флейшер е назначен на разположение на началника на Руския Главен щаб. На 23 април същата година – за възстановяването на спокойствието в Манджурия след потушаването на Боксерското въстание от 1898 – 1901 г. е удостоен с китайския орден на Двойния Дракон. От 10 февруари 1903 г. до 10 август 1904 г. е началник на 20-а пехотна дивизия.
От 1904 г. е на разположение на наместника на Далечния изток. От 18 август 1905 г. е назначен за командир на 1-ви събирателен стрелкови корпус. От 1906 г. до юли 1907 г. е командир на 3-ти Сибирски армейски корпус.
Погребан на иркутското гробище, Иркутск, Русия.

## Военни звания
- Подпоручик (7 август 1865)
- Поручик (26 април 1867)
- Подпоручик от гвардията (4 декември 1867)
- Поручик (30 август 1873)
- Щабс-капитан (30 август 1876)
- Капитан (18 април 1878)
- Подполковник (преименуван в подполковник 4 март 1879)
- Полковник за отличие (6 май 1884)
- Генерал-майор за отличие (1 март 1899)
- Генерал-лейтенант за военно отличие (16 декември 1902)

## Образование
- Първи московски кадетски корпус (1863)
- Трето военно александровско училище (1865)

## Заемани длъжности
- Началник на Военното училище в София (1 септември 1878 – 21 май 1879)
- Началник на Бакинска област (15 септември 1882 – 30 януари 1883)
- Командир на 1-ви задкаспийски стрелкови батальон (от 30 януари 1883)
- Командир на 3-ти новогеоргиевски крепостен пехотен батальон (24 януари 1890 – 24 март 1891)
- Командир на 5-и стрелкови полк (24 март 1891 – 25 януари 1893)
- Командир на 72-ри пехотна тулски полк (25 януари 1893 – 24 юли 1896)
- Командир на 105-и пехотна оренбургски полк (24 юли 1896 – 1 март 1899)
- Началник на 1-ва източносибирска стрелкова бригада (1 март 1899 – 16 декември 1902)
- Служи на разположение на началника на главния щаб (16 декември 1902 – 10 февруари 1903)
- Началник на 20-а пехотна дивизия (10 февруари 1903 – 10 август 1903)
- Служи на разположение на наместника на императора в Далечния изток (10 август 1903 – 18 август 1905)
- Командир на 1-ви сводн. стрелкови корпус (18 август 1905 – 5 май 1906)
- Служи на разположение на Министъра на войната (5 май 1906 – 27 декември 1906)
- Командир на 3-ти сибирски армейски корпус (27 декември 1906 – юли 1907)

## Награди
- Орден „Св. Станислав“ III степен (1876)
- Орден „Св. Анна“ III степен с мечове и лента (1878)
- Орден „Св. Станислав“ II степен с мечове (1879)
- Орден „Св. Владимир“ IV степен с мечове и лента (1879)
- Орден „Св. Анна“ II степен (1879)
- Орден „Св. Владимир“ III степен (1885)
- Орден „Св. Станислав“ I степен с мечове и Златно оръжие „За храброст“ (1901)
- Китайски орден „Двоен Дракон“ (23 април 1902)
- Орден „Св. Анна“ I степен с мечове (1905)